# کاردینال نوک‌زرد
کاردینال نوک‌زرد (نام علمی: Paroaria capitata) نام یک گونه از تیره زردپره‌ایان است.